# Nanty Glo
Nanty Glo, ou Nanty-Glo, est un borough situé au centre du comté de Cambria, en banlieue nord de Johnstown, en Pennsylvanie, aux États-Unis,. En 2010, il comptait une population de 2 734 habitants. Il est incorporé le 2 septembre 1918.

## Démographie
Lors du recensement de 2010, le borough comptait une population de 2 734 habitants. Elle est estimée, le 1er juillet 2019, à 2 581 habitants.

### Source de la traduction
- (en) Cet article est partiellement ou en totalité issu de l’article de Wikipédia en anglais intitulé « Nanty Glo, Pennsylvania » (voir la liste des auteurs).